# バレーボールセルビア男子代表

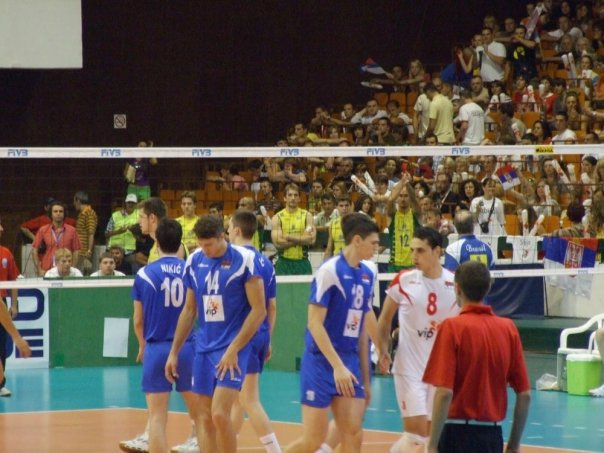
バレーボールセルビア男子代表

バレーボールセルビア男子代表（バレーボールセルビア だんしだいひょう）は、バレーボールの国際大会で編成されるセルビアの男子バレーボールナショナルチームである。
なお、本項では2002年までのユーゴスラビアと2003年-2006年のセルビア・モンテネグロも一緒に扱う。

## 歴史
1946年にユーゴスラビア体育協会のバレーボール連盟として設立され、翌1947年に国際バレーボール連盟へ加盟。1949年2月13日に体育協会から独立した組織となった。ユーゴスラビア時代は1950年代の世界選手権と欧州選手権の第3回大会から出場し、1970年代に欧州選手権で銅メダルを2度獲得するなど、バルカンの古豪として欧州の舞台で活躍した。
1990年代に入りユーゴスラビア紛争が勃発すると、内戦による政情不安から選手たちは国内リーグを離れ、国外へ流出。代表選手のほとんどは世界最高峰のプロリーグ・セリエAへと挑んで行った。
イタリアから高度なバレー技術と優れた戦略を吸収してナショナルチームに持ち帰り、世界のトップにも劣らぬ攻撃力、組織的ブロック、堅実な守備力、緻密なレセプションを誇るユーゴバレーを築き上げると、わずか数年で世界の強豪国の一角へと躍進。1996年アトランタオリンピックで銅メダル、1997年欧州選手権、1998年世界選手権で銀メダルを獲得した。
翌年、ホーム戦の開催地ベオグラードとノヴィサドがNATO軍の空爆の標的であったことから、1999年ワールドリーグへの参加条件が満たされていないとして国際バレーボール連盟から撤退を通告され、出場権を剥奪される。1年のブランクを経て出場したオリンピック前哨戦の2000年ワールドリーグは準決勝で敗退するものの、2000年シドニーオリンピックでは準々決勝で前回アトランタオリンピック金メダルのオランダを破ると、準決勝でFIVBランキング1位のイタリア、決勝で同ランキング2位のロシアに1セットも与えずに勝利し、悲願の金メダルを獲得した。翌2001年欧州選手権でも初優勝を飾ると、ユーゴスラビアはFIVBランキング1位へと昇りつめ、名実共に世界男子バレー界の頂点に立った。
2003年以降はセルビア・モンテネグロ代表として国際大会に出場。ユーゴスラビア時代の選手がそのままチームで活躍し、2003年ワールドカップで銅メダル獲得の他、ワールドリーグ、欧州選手権で安定した成績を残し、FIVBランキング3位で2004年アテネオリンピックに出場した。
2006年世界選手権を最後にモンテネグロ国籍の選手がチームを去り、世代交代をはかってセルビア代表として新たなスタートを切った2007年ワールドリーグでは過去最低の9位と惨敗を喫したが、国内外のリーグで着実に力をつけてきた若手が急成長の兆しを見せ、翌2008年ワールドリーグで準優勝し表彰台へ返り咲く。オリンピック欧州予選で前年度ヨーロッパチャンピオンのスペインをフルセットの末に降し、同年北京オリンピックに出場。FIVBランキングを8位から5位へと再浮上させた。
2010年世界選手権で銅メダルを獲得し、さらに2011年欧州選手権で金メダルを獲得し同年ワールドカップに出場した。しかしワールドカップでは調子が振るわず開幕3連敗に始まり、5勝6敗の8位に終わった。

## 過去の成績

### オリンピックの成績
1964年から1976年まで出場なし
| - 1980年 - 6位(ユーゴスラビア代表として) - 1984年 - 不出場 - 1988年 - 不出場 - 1992年 - 不参加 - 1996年 - 銅メダル - 2000年 - 金メダル | - 2004年 - 5位 - 2008年 - 5位 - 2012年 - 9位 - 2016年 - 欧州予選敗退 - 2020年 - 欧州予選敗退 - 2024年 - 9位 |  |

### 世界選手権の成績
1974年から1994年まで出場なし
| - 1949年 - 不参加 - 1952年 - 不出場 - 1956年 - 10位 - 1960年 - 不出場 - 1962年 - 8位 - 1966年 - 8位 | - 1970年 - 10位 - 1998年 - 銀メダル - 2002年 - 4位 - 2006年 - 4位 - 2010年 - 銅メダル - 2014年 - 9位 | - 2018年 - 4位 - 2022年 - 9位 |

### ワールドカップの成績
1969年から99年まで不出場
- 1965年 - 8位
- 1977年 - 直前に出場断念[8]
- 2003年 - 3位
- 2007年 - 不出場
- 2011年 - 8位
- 2015年 - 不出場
- 2019年 - 不出場
- 2023年 - Pool B 5位

### 欧州選手権の成績
| - 1951年 - 5位 - 1955年 - 5位 - 1958年 - 7位 - 1963年 - 7位 - 1967年 - 7位 - 1971年 - 11位 - 1975年 - 3位 - 1977年 - 7位 - 1979年 - 3位 - 1981年 - 10位 | - 1985年 - 11位 - 1987年 - 8位 - 1989年 - 8位 - 1991年 - 6位 - 1995年 - 3位 - 1997年 - 準優勝 - 1999年 - 3位 - 2001年 - 優勝 - 2003年 - 4位 - 2005年 - 3位 | - 2007年 - 3位 - 2009年 - 5位 - 2011年 - 優勝 - 2013年 - 3位 - 2015年 - 7位 - 2017年 - 3位 - 2019年 - 優勝 - 2021年 - 4位 - 2023年 - 6位 |

### ワールドリーグ／ネーションズリーグの成績
| - 1997年 - 7位 - 1998年 - 6位 - 2000年 - 4位 - 2001年 - 4位 - 2002年 - 3位 - 2003年 - 準優勝 - 2004年 - 3位 - 2005年 - 準優勝 - 2006年 - 6位 | - 2007年 - 9位 - 2008年 - 準優勝 - 2009年 - 準優勝 - 2010年 - 3位 - 2011年 - 9位 - 2012年 - 9位 - 2013年 - 8位 - 2014年 - 7位 - 2015年 - 準優勝 | - 2016年 - 優勝 - 2017年 - 5位 - 2018年 - 6位 - 2019年 - 11位 - 2020年 - 中止 - 2021年 - 6位 - 2022年 - 11位 - 2023年 - 9位 - 2024年 - 10位 |  |

## 歴代代表監督
- ゾラン・ガイッチ（1995-2002年）
- ヴェセリン・ヴコヴィッチ（2002-2003年）
- リュボミール・トラヴィツァ（2003-2006年）
- イゴール・コラコビッチ（英語版）（2006-2014年）
- ニコラ・グルビッチ（2015-2019年）
- スロボダン・コバチ　(2019-2021年)
- イゴール・コラコビッチ　(2022年-)

## 歴代代表選手
| - ジャルコ・ペトロビッチ - ジェリコ・タナスコビッチ - ウラジミール・バテズ - スロボダン・コバチ - イゴール・ブシュロビッチ - ジョルジェ・ジュリッチ - デヤン・ブラドビッチ - ライコ・ヨカノビッチ - ジュラ・メシュテル（1995-2004年） - ヴァーサ・ミイッチ（1999-2004年） - ウラジミール・グルビッチ（不明-2006年） - ゴラン・ブエビッチ（1996-2006年） - スロボダン・ボシュカン（1995-2008年） - ニコラ・グルビッチ（1995-2010年） - アンドリヤ・ゲリッチ（1995-2009年） - ヴェリコ・ペトコビッチ - イバン・ミリュコビッチ（1998-2012年） - マルコ・サマルジッチ（2005-2010年） - デヤン・ボヨビッチ（2006-2008年） - マルコ・ポドラシュチャニン（2006- ） - ノヴィツァ・ビエリツァ - ニコラ・コバチェビッチ - ボヤン・ヤニッチ - ミロシュ・ニキッチ - サーシャ・スタロビッチ - ヴラド・ペトコビッチ - ミラン・バシッチ - アレクサンダル・ミトロビッチ - ブラダン・ジョルジェビッチ - イバン・イリッチ - ミラン・マルコビッチ - ドラガン・スタンコビッチ - ネマーニャ・ペトリッチ - アレクサンダル・アタナシエビッチ - ウロシュ・コバチェビッチ - マルコ・イボビッチ - ニコラ・ヨボビッチ - ペタル・クルスマノビッチ - スレチコ・リシナッチ - ドラジェン・ルブリッチ |